# Asplenium minimum
Asplenium minimum är en svartbräkenväxtart som beskrevs av Carl Friedrich Philipp von Martius och Gal. Asplenium minimum ingår i släktet Asplenium och familjen Aspleniaceae. Inga underarter finns listade.